# 李衡達
李 衡達（り こうたつ、簡体字中国語: 李衡达、拼音: Lǐ Héngdá）は、中華人民共和国の実業家。YostarおよびYostar Pictures代表取締役社長。

## 経歴
明治大学大学院修了。miHoYo日本支社の最高法務責任者（CLO）を務めた後、同支社の社長となり、『崩壊学園』などを日本に向けて運営した。その後にmiHoYoを退社し、2017年にYostarを設立する。
2020年、コンピュータゲームコンテンツを一層盛り上げるためにはアニメが必要だと感じてYostar Picturesを設立し、代表取締役に就任した。

## 人物
「エッチでオタク」な社長ともいわれ、実力派の人物として評価されている。アニメ制作会社を設立するという計画を思いついてから、1年未満で達成した実績を持つ。「結果主義」の哲学を持っている。
自社が運営するゲームのイベントに参加することがある。

### アニメ
- びそくぜんしんっ!（エグゼクティブ・プロデューサー）
- ブルーアーカイブ -Blue Archive- アニメPV（プロデューサー）
- 空色ユーティリティ（プロデューサー）